# 16180 Рапопорт
16180 Рапопорт (16180 Rapoport) — астероїд головного поясу, відкритий 4 січня 2000 року.
Названий на честь американського старшокласника Езри Якоба Рапопорта (Ezra Jacob Rapoport), фіналіста наукового змагання для школярів Intel Science Talent Search (2002).
Тіссеранів параметр щодо Юпітера — 3,631.